# Andy Panko
Andrew "Andy" John Panko III (nascut el 29 de novembre de 1977 a Harrisburg (Pennsilvània)) és un basquetbolista estatunidenc que juga en la posició d'aler.
El 29 de juliol de 2014 es va fer pública la seva renovació amb el Baloncesto Fuenlabrada per a la temporada 2014/15.

## Carrera
- 1996/99  Lebanon Valley
- 1999/01  New Mexico Slam
- 2001  Atlanta Hawks
- 2001/02  Record Napoli
- 2002/03  Dakota Wizards
- 2003  Casademont Girona
- 2003  Gigantes de Carolina
- 2003/04  Casademont Girona
- 2004/05  Caja San Fernando
- 2005/06  Lagun Aro Bilbao
- 2006  PAOK
- 2007  Lagun Aro Bilbao
- 2007/12  San Sebastián Gipuzkoa Basket Club
- 2012/13  Panathinaikos BC/ Unicaja Málaga
- 2013/14  Fuenlabrada[2]
- 2014/15:  Fuenlabrada (ACB)

## Palmarès
- Campió de la CBA 2001/02 amb els Dakota Wizards.
- Subcampió de la Lliga LEB Or 2007/08 amb el Bruesa GBC

## Distincions individuals
- MVP de la CBA 2002/03
- Integrant del CBA All-League 2002/03
- MVP de la temporada regular de la Lliga LEB Or 2007/08
- Jugador de la setmana de la jornada 26 de la Lliga ACB 2003/04
- Jugador de la setmana de la jornada 26 de la Lliga ACB 2005/06
- MVP de la Lliga ACB 2011-12.[3]